# Lambsás
Lambsás är en kulle i republiken Island. Den ligger i regionen Norðurland vestra, 110 km nordost om huvudstaden Reykjavík. Toppen på Lambsás är 366 meter över havet.
Trakten runt Lambsás är nära nog obefolkad, med mindre än två invånare per kvadratkilometer. Det finns inga samhällen i närheten. Trakten runt Lambsás består i huvudsak av gräsmarker.